# Lamin Basmen Samateh
Lamin Basmen Samateh est un footballeur international gambien né le 26 juin 1992 à Kiang Keneba. Il évolue au poste de défenseur avec le Club olympique de Médenine.

## Carrière
- 2009-2010 : Steve Biko ( Gambie)
- 2010-201. : NK Lokomotiva Zagreb ( Croatie)[2]